# 구룡대부
"구룡대부"는 한국에서 제작된 장두희 감독의 1989년 영화이다. 장두희 등이 주연으로 출연하였고 박상호 등이 제작에 참여하였다.

## 출연

### 주연
- 장두희
- 강현주

## 기타
- 조명: 전명천